# Fitz Roy
La muntanya Fitz Roy (també anomenada cerro Chaltén) està ubicada al límit fronterer entre Xile i Argentina, a la zona de la Patagònia. Aquesta muntanya marca l'inici de l'última àrea fronterera no definida entre ambdós països, fins al cerro Murallón cap al sud.
Es troba entre el Parc Nacional Bernardo O'Higgins i el Parc Nacional Los Glaciares.
El nom Chaltén prové de l'aoniken i significa 'muntanya fumejant', a causa dels núvols que quasi constantment en coronen el cim; això -i la denominació ancestral- moltes vegades ha fet creure erròniament que es tracta d'un volcà. La muntanya és considerada sagrada per les tribus locals. El Dr. Francisco Moreno la va batejar com Fitz Roy el 1877 en honor del capità de l'HMS Beagle, Robert Fitz Roy. Encara que la cartografia oficial argentina ha preferit denominar-lo Chaltén els últims anys en comptes de Fitz Roy, utilitzat durant gran part del segle xx, aquest últim és més utilitzat i encara es preserva en la cartografia oficial xilena.
El primer ascens va ser el 1952 per l'expedició francesa composta, entre d'altres, per Lionel Terray i Guido Magnone.
Malgrat tenir una alçada mitjana (només la meitat de la dels gegants de l'Himàlaia), la muntanya té la reputació de ser de "dificultat extrema": presenta enormes extensions de roques gairebé verticals, polides i relliscoses sobre les quals bufen constantment vents d'enorme força: requereix màxima perícia tècnica per part de l'escalador. Resulta curiós destacar que, mentre que en aquests temps l'Everest és pujat per centenars de persones per dia, el Fitz Roy només és escalat amb èxit una o dues vegades a l'any, per dues rutes principals: la "dels Argentins" i la "dels Francesos".
De per si, aquest cim ofereix un espectacle corprenedor en sortir les crestes i arestes entre glaceres i núvols i, en certs moments del dia, prendre sorprenents acoloriments segons la il·luminació del sol. La muntanya Fitz Roy es troba al nord-oest del gran llac Viedma.

## Galeria d'imatges

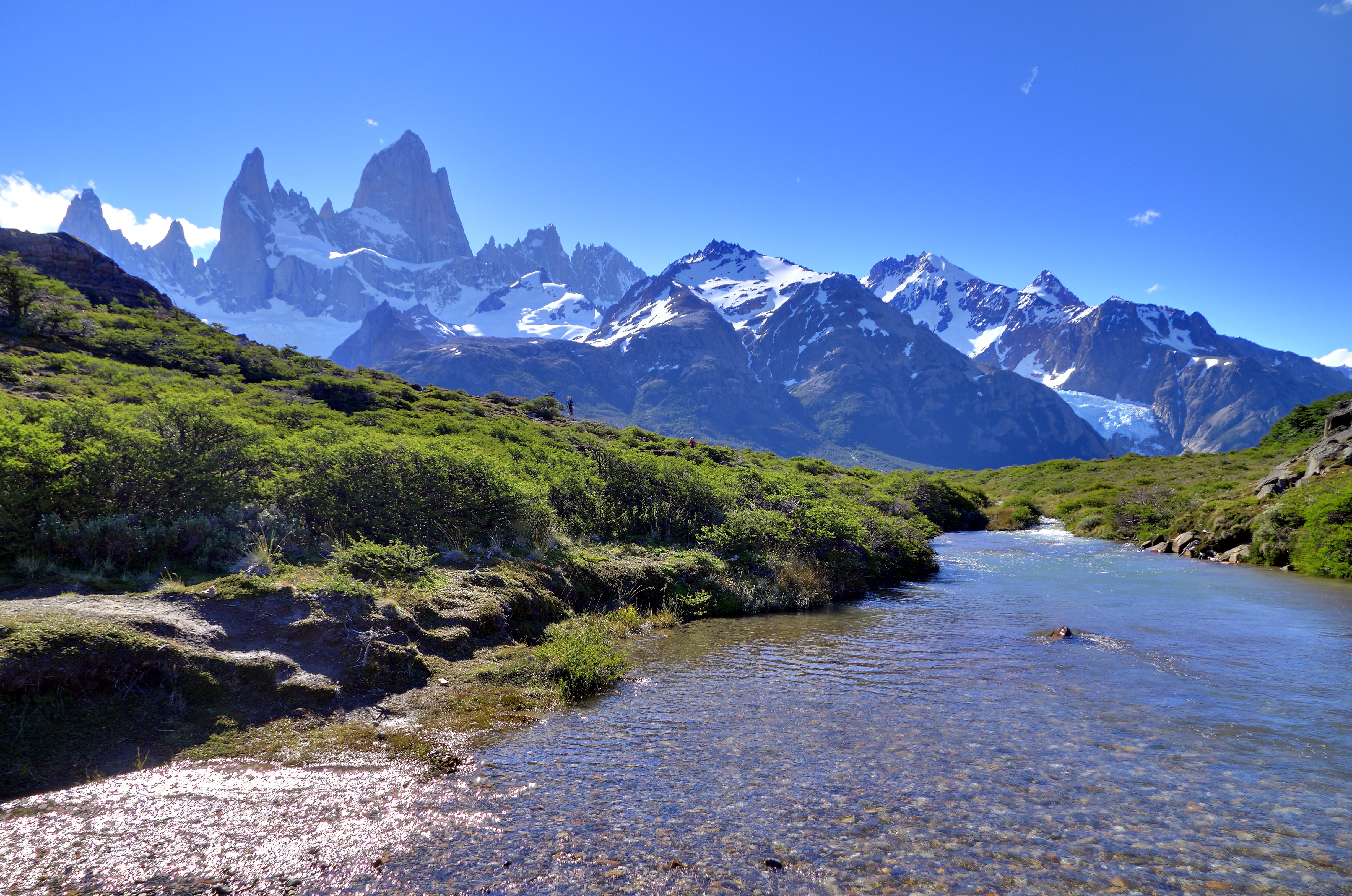
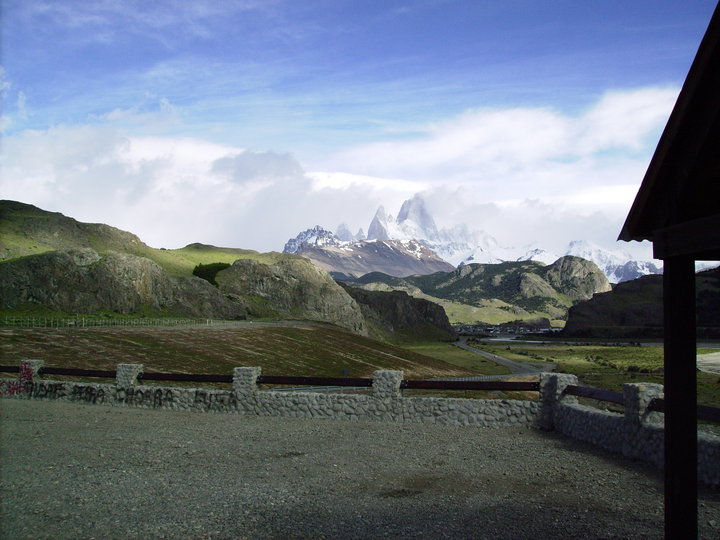
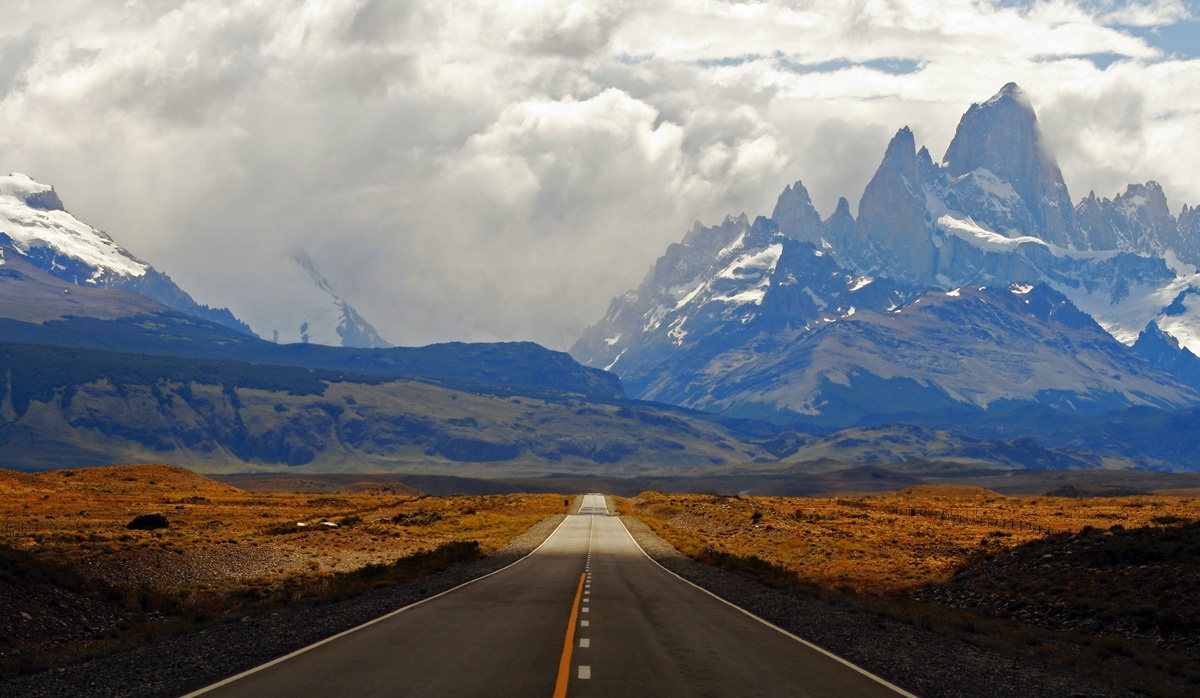
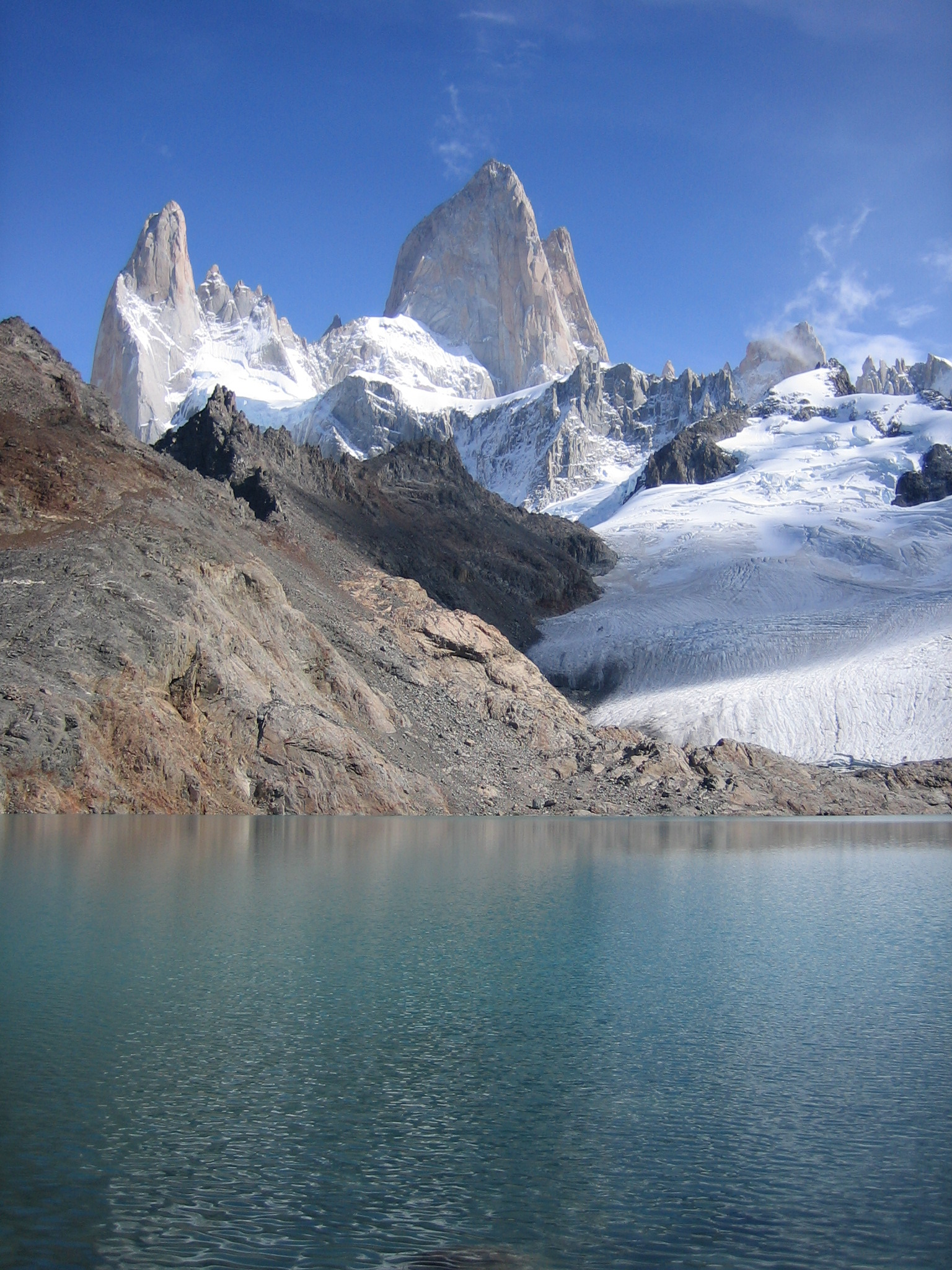